# 北京市博物馆列表
北京市博物馆列表列出北京市所有博物馆。科技馆、档案馆、美术馆等一并附入。
截至2015年底，北京市共有在北京市文物局备案的博物馆172家。

## 社会历史类博物馆
已备案：
- 故宫博物院
- 中国国家博物馆
- 中国考古博物馆
- 北京鲁迅博物馆
- 毛主席纪念堂
- 中国体育博物馆
- 中国人民抗日战争纪念馆
- 宋庆龄故居
- 中国人民革命军事博物馆
- 首都博物馆
  - 东馆：北京大运河博物馆
- 大钟寺古钟博物馆
- 明十三陵博物馆
- 郭沫若纪念馆
- 梅兰芳纪念馆
- 中国长城博物馆
- 北京市古代钱币展览馆
- 北京西周燕都遗址博物馆
- 北京辽金城垣博物馆
- 北京大葆台西汉墓博物馆
- 北京大学赛克勒考古与艺术博物馆
- 北京市白塔寺管理处
- 李大钊烈士陵园
- 詹天佑纪念馆
- 焦庄户地道战遗址纪念馆
- 云居寺石经博物馆
- 密云博物馆
- 北京市昌平区博物馆
- 通州区博物馆
- 山戎文化陈列馆
- 北京长辛店二七纪念馆
- 上宅文化陈列馆
- 郭守敬纪念馆
- 北京文博交流馆
- 北京市正阳门管理处
- 北京市东南城角角楼文物保管所
- 团城演武厅
- 文天祥祠
- 永定河文化博物馆
- 北京钟鼓楼文物保管所
- 法海寺
- 圆明园展览馆
- 大觉寺
- 茅盾故居
- 中国钱币博物馆
- 恭王府及花园
- 慈悲庵
- 卢沟桥历史博物馆
- 平西抗日战争纪念馆
- 平北抗日战争纪念馆
- 冀热察挺进军司令部旧址陈列馆
- 曹雪芹纪念馆
- 香山双清别墅
- 北京上庄纳兰性德史迹陈列馆
- 老舍纪念馆
- 北京民俗博物馆
- 北京警察博物馆
- 王府井古人类文化遗址博物馆
- 中国印钞造币博物馆
- 中国马文化博物馆
- 北京市海淀区博物馆
- 居庸关长城博物馆
- 北京宣南文化博物馆
- 孔庙和国子监博物馆
- 北京晋商博物馆
- 北京李大钊故居
- 北京历代帝王庙
- 中国法院博物馆
- 延庆博物馆
- 中国人民大学博物馆
- 怀柔博物馆
- 北京新文化运动纪念馆
- 北京怀柔喇叭沟门满族民俗博物馆
- 中国妇女儿童博物馆
- 西藏文化博物馆
- 北京奥运博物馆
- 铁道兵纪念馆
- 中国海关博物馆
- 北京市平谷区博物馆
- 北京税务博物馆
- 中国人民大学家书博物馆
- 中国华侨历史博物馆

未备案：
- 国家典籍博物馆
- 朝阳区文化遗产博物馆
- 史家胡同博物馆
- 建国门社区博物馆
- 安定门京城老物件陈列室
- 花市社区博物馆
- 前门历史文化博物馆
- 长辛店留法勤工俭学旧址
- 人民公社博物馆
- 京西山区中共第一党支部纪念馆
- 宛平县委青白口村革命史展馆
- 马克思主义传播史展览馆
- 北京精诚奥林匹克教育博物馆
- 奥运村博物馆
- 东四奥林匹克社区博物馆
- 平西情报交通联络站纪念馆
- 鱼子山抗日战争纪念馆
- 古北口长城抗战纪念馆
- 中国警察博物馆
- 国际金融博物馆
- 北京十三陵水库展览馆
- 北京工商行政管理史展览馆
- 曹雪芹故居纪念馆（待建）
- 戊戌维新纪念馆（待建）
- 八宝山革命公墓
- 白乙化烈士纪念馆
- 张秉贵纪念馆
- 雷锋资料展览馆
- 雷锋纪念馆
- 吴运铎纪念馆
- 纪晓岚故居
- 袁崇焕纪念馆
- 于谦祠
- 抗战名将纪念馆
- 张伯驹潘素故居纪念馆
- 邓丽君音乐生活馆
- 钱学森纪念馆
- 时传祥纪念馆
- 侯宝林故居
- 蔡元培旧居
- 陈独秀旧居
- 鲁班祠
- 焦菊隐牛星丽博物馆
- 马致远故居
- 齐白石旧居纪念馆
- 李四光纪念馆
- 贾公祠（贾岛图书馆、贾岛纪念馆）
- 吴阶平纪念馆（北京大学首钢医院）
- 沈家本故居
- 龚自珍故居
- 护国观音寺
- 护国双关帝庙
- 广福观（什刹海文化体验中心）
- 天安门
- 北京市劳动人民文化宫（太庙）
- 中山公园（社稷坛）
- 颐和园
- 天坛公园
- 北海公园
- 月坛公园
- 日坛公园
- 地坛公园
- 香山公园
- 景山公园
- 紫竹院公园
- 北京明城墙遗址公园
- 皇城根遗址公园
- 元大都城垣遗址公园
- 玉河遗址公园
- 北京宦官文化陈列馆
- 北京市慈善寺文物保管所
- 永定门城楼
- 应梦寺
- 承恩寺（未开放）
- 大慧寺（未开放）
- 夕照寺
- 灵照寺
- 皇史宬
- 金陵遗址
- 马布里之家
- 百岁苑
- 椿萱茂怀旧博物馆
- 民间奥运博物馆
- 老北京四合院文化博物馆
- 铁军纪念馆
- 赵登禹将军事迹纪念馆
- 没有共产党就没有新中国纪念馆
- 马叙伦纪念馆
- 新中国军事外交历史陈列馆

## 自然科学类博物馆
已备案：
- 中国地质博物馆
- 中国农业博物馆
- 中国古动物馆
- 中华航天博物馆
- 中国科学技术馆
- 中国航空博物馆
- 北京自然博物馆
- 北京天文馆
- 北京古代建筑博物馆
- 北京古观象台
- 北京航空航天博物馆
- 中国第四纪冰川遗迹陈列馆
- 周口店北京人遗址博物馆
- 中国印刷博物馆（属于北京印刷学院）
- 中国医史博物馆
- 中国蜜蜂博物馆
- 北京中医药大学中医药博物馆
- 中国电信博物馆
- 北京航空航天模型博物馆
- 北京南海子麋鹿苑博物馆
- 坦克博物馆
- 北京自来水博物馆
- 中国铁道博物馆
- 北京御生堂中医药博物馆
- 北京老爷车博物馆
- 北京百年世界老电话博物馆
- 北京通信电信博物馆
- 北京西瓜博物馆
- 国家动物博物馆（中国科学院动物研究所标本展示馆）
- 北京汽车博物馆
- 中国民兵武器装备陈列馆
- 中国化工博物馆
- 中国房山世界地质公园博物馆
- 民航博物馆（俄语：Китайский музей гражданской авиации）
- 中国消防博物馆
- 中国传媒大学传媒博物馆
- 中国园林博物馆
- 延庆区地质博物馆

未备案：
- 北京时间博物馆
- 延庆硅化木国家地质公园博物馆
- 北京大学地质博物馆
- 中国地质大学（北京）博物馆
- 野鸭湖湿地博物馆
- 中国人民解放军海军航空馆
- 京铁家园社区铁路博物馆
- 北京传统农具与近现代农业机械展示中心
- 北京国际药膳博物馆
- 同仁堂博物馆
- 北京协和医院院史馆
- 北京市营养健康展览馆
- 北京公交博物馆
- 地铁文化公园
- 北京节水展馆
- 北京市腐乳科普展馆
- 水泥博物馆
- 中国建筑陶瓷博物馆北京馆
- 北京二锅头酒博物馆
- 北京前門源昇號博物館
- 中国出版博物馆（筹建）
- 北京茶叶博物馆
- 果倍爽博物馆
- 中国私家园林史博物馆
- 月季博物馆
- 拉斐特博物馆
- 白纸坊街道纸文化博物馆
- 北京豆腐文化博物馆
- 中国科学院与“两弹一星”纪念馆
- “毛泽东号”纪念馆
- 门头沟区煤业博物馆（筹建）
- 中国航空工业历史博物馆

附：动物园、植物园
- 中国科学院北京植物园
- 北京植物园
- 北京教学植物园
- 中国医学科学院药用植物园
- 北京动物园
- 北京海洋馆
- 北京野生动物园
- 北京八达岭野生动物世界
- 北京北旭野生动物乐园
- 太平洋汉海海底世界博览馆
- 富国海底世界

附：科技馆
- 宋庆龄儿童科学技术馆
- 中华青少年生命教育馆
- 北京市青少年科学技术馆
- 北京市东高地青少年科技馆
- 北京市丰台区青少年科技馆
- 北京市西城区青少年科技馆
- 北京市海淀科技馆
- 北京市石景山区科技馆
- 北京市朝阳区青少年活动中心
- 北京市崇文区青少年科技馆
- 北京市东城区青少年科技馆
- 地下千米电力科普长廊
- 北京气象局科普馆
- 北京排水科普展览馆
- 北京急救科技馆
- 北京市朝阳区公共安全馆
- 北京灵山生态科教园
- 索尼探梦

## 文化艺术类博物馆
已备案：
- 中国美术馆
- 民族文化宫博物馆
- 北京艺术博物馆
- 北京石刻艺术博物馆
- 徐悲鸿纪念馆
- 炎黄艺术馆
- 中国佛教图书文物馆
- 雍和宫藏传佛教艺术博物馆
- 中央民族大学民族博物馆
- 中央美术学院美术馆
- 中国工艺美术馆
- 北京红楼文化艺术博物馆
- 中国国家画院美术馆
- 北京中华民族博物院
- 观复博物馆
- 古陶文明博物馆
- 何扬·吴茜现代绘画馆
- 中国现代文学馆
- 老甲艺术馆
- 北京戏曲博物馆
- 保利艺术博物馆
- 北京中国紫檀博物馆
- 北京工艺美术博物馆
- 中华世纪坛世界艺术馆
- 北京服装学院民族服饰博物馆
- 北京金台艺术馆
- 北京睦明唐古瓷标本博物馆
- 北京松堂斋民间雕刻博物馆
- 北京皇城艺术馆
- 北京崔永平皮影艺术博物馆
- 北京人民艺术剧院戏剧博物馆
- 北京百工博物馆
- 中国电影博物馆
- 胡同张老北京民间艺术馆
- 北京励志堂科举匾额博物馆
- 中国邮政邮票博物馆
- 北京东韵民族艺术博物馆
- 北京韩美林艺术馆
- 北京空竹博物馆
- 北京习三鼻烟壶紫砂壶博物馆
- 盛锡福博物馆
- 和苑博物馆
- 北京英杰硬石艺术博物馆
- 北京御仙都皇家菜博物馆
- 清华大学艺术博物馆
- 北京国韵百年邮票钱币博物馆
- 北京文旺阁木作博物馆

未备案：
- 大清邮政信柜
- 中国非物质文化遗产展示中心（筹建）
- 西城区非物质文化遗产展示中心
- 中国民族博物馆
- 国家音乐博物馆（筹建）
- 中国现代音乐博物馆（筹建）
- 中外首工美术馆
- 北京艺术设计博物馆
- 北京卡通艺术博物馆
- 北京画院美术馆
- 中国油画院美术馆
- 中国油画院博物馆（筹建）
- 国艺美术馆
- 大都美术馆
- 北京国际艺苑美术馆
- 北京视觉经典美术馆
- 北京现代典藏美术馆
- 北京船艺术馆
- 北京金色莲洲艺术馆
- 北京时代美术馆
- 当代美术馆
- 今日美术馆
- 侨福当代美术馆·北京
- 钟正山美术馆
- 周逢俊美术馆
- 新加坡杨艺术中心
- 陈復澄艺术馆
- 白盒子艺术馆
- 李可染艺术基金会美术馆
- 快雪堂书法博物馆-快雪堂
- 北京大运河文化体验馆
- 华夏珍宝博物馆
- 翰墨金石（北京）寿山石艺术馆
- 国艺美术馆
- 北京睎望艺术馆
- 叶建新艺术馆（北京）
- 北京寺上美术馆
- 攀天红美术馆、攀天红典藏馆
- 北京香山美术馆
- 北京宋庄周逢俊美术馆
- 北京永昌美术馆
- 北京名人书画馆
- 尤伦斯当代艺术中心
- 老北京传统商业博物馆
- 中国陶瓷馆
- 中国建筑文化中心
- 中国建筑陶瓷博物馆北京分馆
- 朝阳规划艺术馆
- 北京市规划展览馆
- 北京金漆艺术馆
- 北京龙徽葡萄酒博物馆
- 北京闽龙陶瓷艺术馆
- 王麻子剪刀历史文化馆
- 中国鼻烟壶、紫砂壶博物馆
- 有璟阁博物馆
- 金贵楠雅金丝楠家具艺术馆
- 华伦古典家具珍藏馆
- 北京元亨利红木文化艺术示范馆
- 琦檀宇艺术博物馆
- 艺苑楼乐器博物馆
- 万国博物馆
- 暧炉博物馆
- 景泰蓝艺术博物馆
- 北京金天镝紫砂壶艺术馆
- 中国冠帽博物馆
- 中国金鱼文化艺术馆
- 铁皮玩具收藏馆
- 北京大戚收音机电影机博物馆
- 白云观
- 电影传奇馆
- 连环画传奇馆
- 中国盲文图书馆口述影像馆
- 93号院博物馆
- 老窑瓷博物馆
- 沉香博物馆
- 四联美发博物馆
- 东城区非物质文化遗产博物馆
- 天琛奇石博物院
- 北京日盛袜文化博物馆
- 北京乾鼎老酒博物馆
- 华夏联合文化博物馆
- 西单商业文化博物馆
- 嘉德艺术中心
- 红砖美术馆

## 附：北京高校博物馆
- 北京高校博物馆联盟
  - 北京大学赛克勒考古与艺术博物馆
  - 北京大学地质博物馆
  - 清华大学艺术博物馆
  - 中国农业大学农业博物馆
  - 北京航空航天博物馆
  - 北京中医药大学中医药博物馆
  - 中国地质大学（北京）博物馆
  - 北京师范大学文物博物馆
  - 中央民族大学民族博物馆
  - 首都师范大学书法文化博物馆
  - 北京服装学院民族服饰博物馆
  - 中国印刷博物馆（属于北京印刷学院）
  - 北京舞蹈学院中国舞蹈博物馆
  - 首都体育学院奥林匹克纪念博物馆
  - 中央美术学院美术博物馆
  - 中国人民解放军国防大学军事博物馆
  - 中国人民大学博物馆
  - 中国传媒大学传媒博物馆
  - 北方工业大学博物馆
  - 北京建筑工程学院博物馆
  - 北京物资学院博物馆
  - 中国人民大学家书博物馆
- 联盟之外的高校博物馆
  - 北京科技职业学院梦之馆、北京科技职业学院最之馆
  - 北京理工大学校史馆

## 附：档案馆
- 中央档案馆
- 中国第一历史档案馆
- 中央军委办公厅保密和档案局
  - 中国人民解放军档案馆
- 中央军委后勤保障部档案馆
- 中央军委政治工作部档案馆
- 中央军委装备发展部档案馆
- 中国人民武装警察部队档案馆
- 中华人民共和国信息产业部档案馆
- 中国照片档案馆
- 中国电影资料馆
- 北京市档案馆
- 北京城市建设档案馆
- 北京市东城区档案馆
- 北京市西城区档案馆
- 北京市朝阳区档案馆
- 北京市海淀区档案馆
- 北京市丰台区档案馆
- 北京市石景山区档案馆
- 北京市房山区档案馆
- 北京市门头沟区档案馆
- 北京市昌平区档案馆
- 北京市通州区档案馆
- 北京市顺义区档案馆
- 北京市怀柔区档案馆
- 北京市大兴区档案馆
- 北京市平谷区档案馆
- 北京市延庆区档案馆
- 北京市密云区档案馆

### 引用
1. ↑  .   [2015-04-26]. （原始内容存档于2015-08-20）.
2. ↑  .   [2016-09-06]. （原始内容存档于2016-09-16）.